# Вербка (притока Случі)
Вербка — річка в Україні, протікає по території Чуднівського та Любарського районів Житомирської області. Права притока Случі. Належить до водного басейну Дніпра → Чорного моря.

## Географія
Вербка бере початок за 1,5 км на північний-захід від околиці села Бурківці (Чуднівський район). Тече в північному — північно-західному напрямку, після села Кутище повертає на захід і на західній околиці села Юрівка, навпроти села Громада впадає у річку Случ. Довжина річки 25 кілометрів. Основне живлення дощове, частково снігове. Русло в нижній течії зарегульоване ставками, в середній течії збудована меліоративна система. Вода використовується на сільськогосподарське та побутове водопостачання. Льодостав із середини грудня до початку березня.

## Притоки
Річка приймає кілька невеличких приток. Найбільша із них, права притока Грабарка (10 км).

## Населенні пункти
На річці розташовані кілька сіл (від витоку до гирла): Филинці, Кутище, Юрівка.